# Киричко, Пётр Иванович
Пётр Иванович Киричко́ (30 мая 1897, село Вовчик — 16 июля 1976, село Вовчик, Лубенский район, Полтавская область — украинский советский артист-маляр (художник), член Всесоюзного профессионального союза работников искусств (РАБИС), билет № 24119 (1926), член Ассоциации художников Красной Украины (АХЧУ) (1929), член Союза московских художников «Всекохудожник» (1932) " — Всероссийского союза кооперативных товариществ работников изобразительного искусства.

## Биография
Свой творческий путь Пётр Иванович Киричко начал при военно-художественных студиях в городах Ромны и Полтава (1920—1924, преподаватели А.Н. Михайловський, Б.А. Комаров).
С 1924 по 1925 годы занимался культурно-просветительской работой на селе. Продолжил свою учёбу П. Киричко в Одесском художественном институте (1925—1930, проф. Д. К. Крайнев, П. Г. Волокидин) — факультет станковой живописи. Ещё в студенческие годы занимал общественную должность секретаря одесского филиала АХЧУ.
По окончании института П. Киричко непродолжительное время работал на Донбасе и вскоре по направлению Народного комиссариата просвещения и Харьковского художественного института был направлен в город Запорожье для организации художественного рабочего факультета (Рабфак) и художественного филиала АХЧУ. Работал художником-декоратором в запорожском театре имени М. Заньковецкой.
С 1932 по 1943 годы проживал и работал в Москве, где был членом Союза московських художников «Всекохудожник». Принимал участие в художественном оформлении Московской сельскохозяйственной академии им. К. А. Тимирязева, Савёловского (Бутырского) вокзала, помещений Народного комиссариата просвещения РСФСР.
В 1935 году принят на роботу художником художественно-декорационных майстерских в Государственный Академический Большой театр СССР. В 1943 году переехал жить в родное село Вовчик. Работал художником — оформителем, писал портреты односельчан, Героев Советского Союза, натюрморты и местные пейзажи масляными красками, пастелью и цветными карандашами.

## Выставки
Свои произведения Пётр Иванович Киричко экспонировал на выставках у Ромнах (1920), Одессе (1926 та 1929), участник 2-й и 4-й всеукраинских художественных выставок Народного комиссариата просвещения УССР (1929 и 1931), участник 2-й передвижной художественной выставки АХЧУ «Культпоход на Донбасс» (1930), Лубнах (1957). Персональная выставка работ П. И. Киричко состоялась в Лубнах в средине 50-х годов. Незначительная часть работ П. И. Киричко сохраняется в Вовчицком краеведческом музее им. И. И. Саенка.

## Художественное творчество
Автор картин:
- «Портрет командира роты Якубовича» (1920);
- «Портрет актрисы Гамалий» (1920);
- «Одесский порт» (1924);
- «Дубовый парк в Весёлом Подоле» (1926);
- «Портрет большевика В. Яременка» (1926);
- «Летнее утро» (1927);
- «На пляже» (1930);
- «Манифестация 1-го мая» (1930);
- «Днепрогэс» (1932);
- «Комсомолка» (1933);
- «Портрет актёра Петра Сергиенка» (1955);
- «Рыбаки на Суле» (1960);
- «Портрет Наталии Андриевской» (1961);